# Ponmundam
Ponmundam es una ciudad censal situada en el distrito de Malappuram en el estado de Kerala (India). Su población es de 25855 habitantes (2011). Se encuentra a 18 km de Malappuram y a 43 km de Kozhikode.

## Demografía
Según el censo de 2011 la población de Ponmundam era de 25855 habitantes, de los cuales 11901 eran hombres y 13954 eran mujeres. Ponmundam tiene una tasa media de alfabetización del 93,17%, inferior a la media estatal del 94%. la alfabetización masculina es del 95,61%, y la alfabetización femenina del 91,15%.